# جرج سیتون
جرج سیتون (انگلیسی: George Seaton؛ زاده ۱۷ آوریل ۱۹۱۱ درگذشته ۲۸ ژوئیهٔ ۱۹۷۹) یک فیلم‌نامه‌نویس، تهیه‌کننده و کارگردان اهل ایالات متحده آمریکا بود.

## زندگی‌نامه
در ۱۹۱۱ به دنیا آمد و در ۱۹۷۹ از دنیا رفت. او کارش را به سال ۱۹۲۹ در رادیو دیترویت و در نمایش‌های تابستانی به عنوان هنرپیشه و کارگردان آغاز کرد. و در سال ۱۹۳۳ به سینما روی آورده و کارش را با نویسندگی برای مترو گلدوین مایر شروع کرد (یک روز در مسابقات اسب دوانی) اولین اثرش در این زمان است. از ۱۹۴۰ تا ۱۹۴۱ در کلمبیا کار کرده و از ۱۹۴۲ در فوکس کارش را ادامه داد، از جمله "کانی آیلند (۱۹۴۳) و "آواز برنادوت" (۱۹۴۳) سرانجام اولین فیلمش را در ۱۹۴۵ کارگردانی کرده و در ۱۹۵۲ یک شرکت تهیهٔ فیلم به وجود آورد که از جمله محصولاتش می‌توان از "پل‌های توکوری" (۱۹۵۵) و "ستاره حلبی" (۱۹۵۷) نام برد.
بین سال‌های ۱۹۵۸-۱۹۵۵ رئیس آکادمی علوم و هنرهای سینمایی بود. عاقبت در ۱۹۶۲ دوباره به مترو گلدوین مایر بازگشت. او دو بار اسکار بهترین فیلمنامه را به خاطر فیلم‌های "معجزه در خیابان سی و چهارم" (۱۹۴۷) و "دختر روستایی" (۱۹۵۴) را از آن خود کرده‌است.

## فیلمشناسی

### در مقام کارگردانی
1. نعل الماس بیلی رز (۱۹۴۵)
2. خانم پیلگریم تکان دهنده (۱۹۴۶)
3. معجزه در خیابان سی و چهارم (۱۹۴۷)
4. آپارتمان برای پگی (۱۹۴۸)
5. دزدی بزرگ (۱۹۵۰)
6. محض رضای خدا (۱۹۵۰)
7. هر چیزی می‌تواند اتفاق بیفتد (۱۹۵۲)
8. چسر کوچک گمشده (۱۹۵۳)
9. دختر روستایی (۱۹۵۴)
10. غرور و کفر (۱۹۵۶)
11. نورچشمی معلم (در تهران: لج و لجبازی ۱۹۵۸)
12. لذت مصاحبت او (۱۹۶۱)
13. خائن جعلی (در تهران: جاسوس دو جانبه ۱۹۶۱)
14. قلاب (۱۹۶۲)
15. سی و شش ساعت (۱۹۶۴)
16. فرودگاه (۱۹۷۰)
17. مقابله (۱۹۷۰)

### در مقام نویسندگی
1. "یک روز در مسابقات اسب دوانی" (۱۹۳۷)
2. "کانی آیلند (۱۹۴۳)
3. "آواز برنادوت" (۱۹۴۳)
4. "پل‌های توکوری" (۱۹۵۵)
5. "ستاره حلبی" (۱۹۵۷)
6. "معجزه در خیابان سی و چهارم" (۱۹۴۷)
7. "دختر روستایی" (۱۹۵۴)

## جوایز
1. نامزد دریافت جایزه اسکار بهترین فیلم‌نامه اقتباسی بخاطر فرودگاه - ۱۹۴۳
2. برنده دریافت جایزه اسکار بهترین فیلم‌نامه اقتباسی بخاطر "معجزه در خیابان سی و چهارم" - ۱۹۴۷
3. برنده دریافت جایزه اسکار بهترین فیلم‌نامه اقتباسی بخاطر "دختر روستایی" - ۱۹۵۴